# Partido Nacionalista Português
O Partido Nacionalista Português (PNP) foi uma organização política constituída a 24 de Julho de 1974 no seguimento de António de Spínola ter defendido o direito à independência do ultramar português. As suas bandeiras fundamentais era a manutenção da integridade do império português e a autodeterminação dos povos nesse sentido.
O partido foi fundado por ex-membros da Legião Portuguesa e da Ação Nacional Popular, e acabou por ser desmantelado a 28 de Setembro de 1974 por ser associado ao salazarismo, com alguns dos seus membros sendo detidos e a sua sede sendo ocupada.